# Seba latiquinta
Seba latiquinta is een vlokreeftensoort uit de familie van de Sebidae. De wetenschappelijke naam van de soort is voor het eerst geldig gepubliceerd in 2009 door Ariyama.